# Серафимовский
Серафимо́вский (баш. Серафимов) — село в Туймазинском районе Башкортостана, административный центр Серафимовского сельсовета.
Административный центр — село Серафимовский, год образования — 1952 год. На основании Закона РБ от 17 декабря 2004 года № 125-З «Об изменениях в административно- территориальном устройстве РБ» Серафимовский поссовет города Туймазы РБ преобразован в сельское поселение Серафимовский сельсовет муниципального района Туймазинский район РБ. В марте 2009 года на основании решения референдума произошло объединение двух сельских поселений: Серафимовский сельсовет, Старо-Серафимовский сельсовет. В состав Серафимовского сельсовета входят 2 населённых пункта: с. Серафимовский, с. Серафимовка. Административным центром является с. Серафимовский, с постоянной численностью населения 10 158 тыс. чел. показатели за 2017 г. Площадь населённого пункта составляет — 2073 га, общая площадь застроенных земель — 384 га. На территории сельского поселения Серафимовский сельсовет расположено 91 улиц общей протяжённостью 49 000 м. Протяжённость дорог с асфальтобетонным покрытием общего пользования в границах сельского поселения Серафимовский сельсовет составляет 30 800 м.

## История
Отправной точкой строительства рабочего посёлка принято считать деревню Покровка, которая, по всей вероятности, возникла в начале XX века. В 1914 году Покровка была маленькой деревней в 7 дворов. В 1920-м в ней жили уже около 70 человек, преимущественно русские. Строительству посёлку нефтяников предшествовало постановление Совета Министров БАССР от 10 июня 1949 года об отводе под застройку 29 гектаров земель колхоза «Красная звезда» и плане строительства жилья не более 1500 квадратных метров общей площади «…впредь до полного выяснения нефтеносности…».
Первым жильём были бараки, а их первыми жильцами — строители. Стоит заметить, что среди первых строителей посёлка были военнопленные немцы, занимавшиеся, в основном, дорогами.

## Население
| 1959  | 1970  | 1979  | 1989  | 2002    | 2009    | 2010  |
| ----- | ----- | ----- | ----- | ------- | ------- | ----- |
| 8380  | ↗8755 | ↘8527 | ↗9789 | ↗10 340 | ↘10 028 | ↘9813 |
| 2021  |       |       |       |         |         |       |
| ↘8954 |       |       |       |         |         |       |

Согласно переписи 2020 года: русские (44,7 %), татары (29,8 %), башкиры (22,6 %).

## Образование и культура
На территории сельского поселения находятся:
- 1 музыкальная школа (имеется художественное отделение);
- 2 средние общеобразовательные школы на 1300 учащихся;
- 4 детских дошкольных учреждения на 485 места, две библиотеки;
- дом детского и юношеского творчества;
- детский дом — интернат на 501 ребёнка;
- специальная школа закрытого типа;
- 1 учреждение культурно-досугового типа — Дом культуры и техники — на 368 зрительных мест.
- завод СОЗАИТ

## Географическое положение
Расстояние до:
- районного центра (Туймазы): 25 км,
- ближайшей ж/д станции (Туймазы): 25 км.

## Религия
В селе есть мечеть и православная церковь Георгия Победоносца.

## Известные уроженцы
- Радик Ленартович Харисов — глава Администрации города Астрахань c 16 ноября 2018 по 25 февраля 2020 года.